# Kvarndammet, Medelpad
Kvarndammet är en sjö i Timrå kommun i Medelpad och ingår i Indalsälvens huvudavrinningsområde.